# ایرینا کالنتیوا

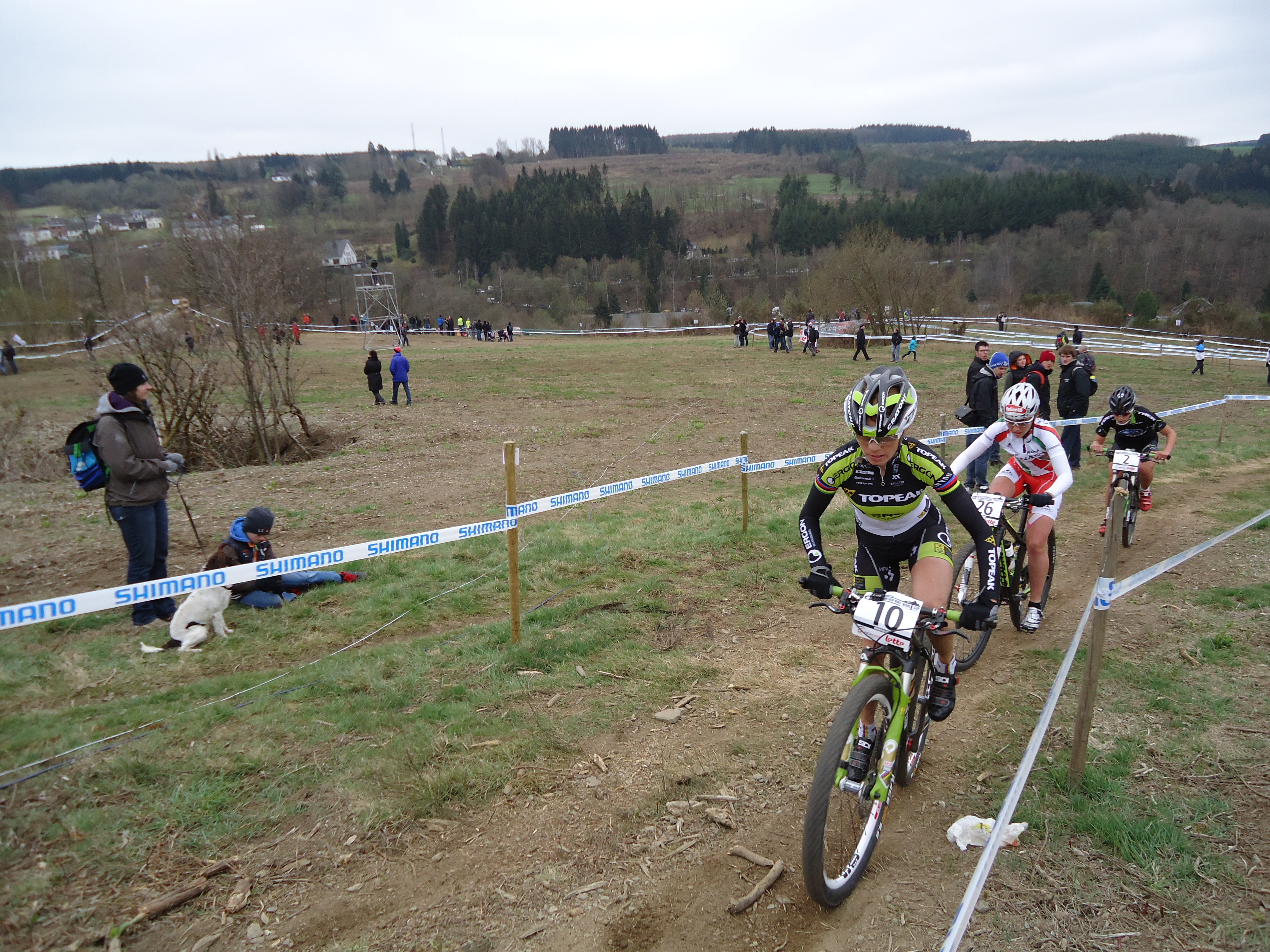
Kalentieva racing in the بازی‌های المپیک تابستانی ۲۰۱۲

ایرینا کالنتیوا (روسی: Ирина Николаевна Калентьева؛ زادهٔ ۱۰ نوامبر ۱۹۷۷) دوچرخه‌سوار اهل روسیه است.
وی در مسابقات کشوری و بین‌المللی در مجموع برندهٔ ۲ مدال طلا، ۴ مدال نقره، ۳ مدال برنز شده‌است.